# Сапарклычева, Джумагуль
Джумагуль Сапарклычева — хлопковод, звеньевая хлопководческого колхоза имени Тельмана Ленинского района Ташаузской области Туркменской ССР, Герой Социалистического Труда.

## Биография
Родилась в 1928 году в селе Атаяб.
В 1948 году участвовала в ликвидации последствий Ашхабадского землетрясения, за что был награждена орденом «Знак Почёта».
В 1949 году звено под её руководством собрала в среднем с каждого гектара по 76,3 центнера хлопка-сырца на участке площадью 6 гектаров. Указом Президиума Верховного Совета СССР от 21 июля 1950 года удостоена звания Героя Социалистического Труда за «получение высокого урожая хлопка на поливных землях в 1949 году» с вручением ордена Ленина и золотой медали «Серп и Молот» (№ 5298).
Этим же Указом званием Героя Социалистического Труда были награждены десять тружеников колхоза имени Тельмана (в том числе Клыч Караев, Гульджан Сарыева, Патма Тагибаева).
Жила в селении Атаяб.

## Награды и звания
- Герой Социалистического Труда (21.07.1950)
- орден Ленина (21.07.1950, 30.07.1951)
- орден Трудового Красного Знамени (11.07.1949)
- орден «Знак Почёта» (28.01.1950, 14.02.1957)